# Dolichogyna
Dolichogyna là một chi ruồi trong họ Syrphidae.